# 알케미 (프로세서)
알케미(Alchemy)는 AMD가 생산한 32비트 MIPS 계열의 저소비전력 프로세서이다. AMD는 2006년 6월 13일 RMI 코퍼레이션과의 전략적인 제휴로 RMI에게 알케미 생산 라인을 넘겨주었다. 알케미는 썬 마이크로시스템즈의 Sun Ray 2 시리즈 씬 클라이언츠(thin clients)와 코원, 디지털큐브 사에서 출시하는 PMP, 네트워크 프로세서용으로 사용되었다.

## 제품
- Au1000
- Au1100
- Au1200
- Au1210
- Au1250
- Au1300
- Au1500
- Au1550

## 참조
1. ↑  Raza Microelectronics, Inc. and AMD Announce Broad Strategic Relationship, Transfer of AMD Alchemy™ Processor Product Line